# Alcaldía de Valencia (Venezuela)
La Alcaldía del Municipio Valencia es un ente u organismo descentralizado e independiente del Estado Venezolano, que fiscaliza, controla y regula las diferentes disposiciones y actividades destinadas a los ciudadanos del Municipio Valencia. Su actual alcaldesa es Dina Castillo del Partido Socialista Unido de Venezuela (PSUV). Su nombre oficial es "Alcaldía de Valencia". La sede de la alcaldía se encuentra ubicada Avenida Henry Ford, Centro Cívico Rómulo Betancourt en el Edificio Sede Alcaldía de Valencia, al lado del C.C. Paseo Las Industrias.
Su ámbito de acción se limita únicamente al Municipio Valencia, siendo la ciudad de Valencia una unidad urbana distinta compuesta por otros 4 municipios con alcaldes propios. En este mismo edificio se encuentra la sede del Concejo Municipal.
Hasta 1995 también tenía potestad sobre los actuales municipios Naguanagua, San Diego y Los Guayos, (hasta entonces eran parroquias) cuando en ese mismo año alcanzaron la autonomía municipal y eligieron cada uno su propio alcalde.

## Antiguo Palacio Municipal de Valencia
Antes de ubicarse la sede del poder municipal en la zona industrial de la ciudad, esta se encontraba localizada en una edificación de corte colonial emplazada en la esquina entre calle Colombia y la Avenida Bolívar, frente a la Plaza Bolívar en el Casco Central de Valencia. Su construcción inició en 1926 con la demolición de la llamada Casa Consistorial, antiguo Cabildo Municipal, tal como lo relata Don Guillermo Mujica Sevilla, cronista de la ciudad:

El Cabildo tenia sede en la Casa Consistorial. Esta casa consistorial estaba situada en la parte noroeste de la esquina hoy formada por la calle Colombia y la Avenida Bolívar, frente a la Plaza Bolívar. Tenia una imagen de la Virgen de la Anunciación de Valencia (Valencia era denominada “Nuestra Señora de la Anunciación de la Nueva Valencia del Rey”) también había allí una efigie del Rey de España con deterioros por el tiempo y modificaciones, esta casa se conservo (casa de alto, o de dos plantas, con techo de tejas y alero) hasta 1926, cuando fue derribada para construir el Palacio Municipal.

Este Palacio Municipal (obra según se dice, del Ingeniero Cayetano Méndez), fue símbolo hermosos de Valencia y permaneció hasta 1974, cuando fue derribado con la idea de construir un Gran Centro Cívico, cosa que no se hizo. Fue estacionamiento y actualmente sede de la Policía Municipal de Valencia.

Su demolición en 1974 fue realizada inicialmente para dar paso al Gran Centro Cívico, un proyecto que nunca se concretó, destinándose posteriormente el lugar a funcionar como estacionamiento y luego como sede de la Policía Municipal.

## Alcaldes
En Venezuela, el alcalde es la máxima autoridad del municipio, jefe del ejecutivo municipal y administrador de los recursos propios de la municipalidad. Es electo cada cuatro años, pudiendo éste ser reelegido para posteriores periodos. Igualmente puede ser revocado de su cargo a través de un referéndum, según lo previsto en la Constitución de la República Bolivariana de Venezuela.

c

| Período               | Alcalde del Municipio Valencia | Partido/Alianza                                        | % de votos | Notas |  |
| --------------------- | ------------------------------ | ------------------------------------------------------ | ---------- | --- |  |
| 1967-1968             | Jorge Domínguez Nassar         |                                                        | -          | Presidente del Concejo Municipal del Distrito Valencia                                                                   |  |
| 1983-1986             | Miguel Aché                    |                                                        | -          | Presidente del Concejo Municipal del Distrito Valencia                                                                   |  |
| 1986-1989             | Armando Celli Giugni           |                                                        | -          | |  |
| 1989-1992             | Omar Sanoja Breña              | AD                                                     |            | Primer alcalde del municipio electo por mandato popular                                                                  |  |
| 1992-1996             | Argenis Ecarri                 | COPEI                                                  |            | |  |
| 1996-1999             | Francisco Cabrera Santos       | Proyecto Carabobo                                      |            | |  |
| 1999-2000             | Francisco Cabrera Santos       | ConPaco, Proyecto Venezuela, Proyecto Carabobo y otros |            | Se suspende mandato por aprobarse la nueva Constitución Nacional en Venezuela, se llaman a las Megaelecciones del 2000   |  |
| 2000-2004             | Francisco Cabrera Santos       | ConPaco, Proyecto Venezuela, Proyecto Carabobo y otros | 65,82%     | En toda Venezuela se realizaron elecciones generales adelantadas en el 2000 por la aprobación de la Constitución de 1999 |  |
| 2004-2008             | Francisco Cabrera Santos       | ConPaco, Proyecto Venezuela, Proyecto Carabobo y otros | 57.41%     | |  |
| 2008-2013             | Edgardo Parra                  | PSUV                                                   | 38,15%     | Destituido por hechos de corrupción en su administración                                                                 |  |
| Último trimestre 2013 | Alexis López                   | PSUV                                                   | [ 10 ]     | Culminó como alcalde encargado el periodo de Edgardo Parra                                                               |  |
| 2013-2017             | Miguel Cocchiola               |                                                        |            | |  |
| 2017-2021             | Alejandro Marvez               | PSUV                                                   | 70.39%     | |  |
| 2021-2025             | Julio Fuenmayor                | PSUV                                                   | 59.65%     | Actual alcalde |  |